# پیتر ورمش
پیتر ورمش (هلندی: Peter Vermes؛ زادهٔ ۲۱ نوامبر ۱۹۶۶) یک بازیکن فوتبال اهل ایالات متحده آمریکا است.
وی همچنین در تیم ملی فوتبال ایالات متحده آمریکا بازی کرده است.